# القرن (لودر)

تعديل مصدري - تعديل

القرن هي إحدى قرى عزلة زارة بمديرية لودر التابعة لمحافظة أبين، بلغ تعداد سكانها 199 نسمة حسب تعداد اليمن لعام 2004.